# Givarlais
Givarlais [ʒivaʁlɛ] ist eine Ortschaft und eine ehemalige französische Gemeinde mit 204 Einwohnern (Stand 1. Januar 2022) im Département Allier in der Region Auvergne-Rhône-Alpes. Sie gehörte zum Arrondissement Montluçon und zum Kanton Hérisson. 
Givarlais wurde mit Wirkung vom 1. Januar 2016 mit den früheren Gemeinden Maillet und Louroux-Hodement zu einer Commune nouvelle mit der Bezeichnung Haut-Bocage zusammengelegt und hat in der neuen Gemeinde den Status einer Commune déléguée. Der Verwaltungssitz befindet sich im Ort Maillet.
Nachbarorte sind Nassigny im Nordwesten, Maillet im Norden, Louroux-Hodement im Osten, Bizeneuille und Verneix im Südosten, Estivareilles im Südwesten und Reugny im Westen.

## Bevölkerungsentwicklung
| Jahr      | 1962 | 1968 | 1975 | 1982 | 1990 | 1999 | 2008 | 2015 |
| --------- | ---- | ---- | ---- | ---- | ---- | ---- | ---- | ---- |
| Einwohner | 308  | 261  | 250  | 225  | 251  | 227  | 237  | 227  |

## Sehenswürdigkeiten
- Château de Chouvigny, seit 1990 Monument historique

Siehe auch: Liste der Monuments historiques in Givarlais